# TLE1
La proteína TLE1 (de sus siglas en inglés "Transducin-like enhancer protein 1") es un factor de transcripción codificado en humanos por el gen tle1.

## Interacciones
La proteína TLE1 ha demostrado ser capaz de interaccionar con:
- TLE2[4]
- Glicoproteína 130[5]
- UTY[6]
- HES6[7]
- RUNX3[8]
- SIX3[9]
- RUNX1[8]